# Afrogamma gibbosum
Afrogamma gibbosum är en stekelart som beskrevs av Giordani Soika 1987. Afrogamma gibbosum ingår i släktet Afrogamma och familjen Eumenidae. Inga underarter finns listade i Catalogue of Life.